# Synd (film, 1928)
Synd är en svensk film från 1928, i regi av Gustaf Molander.

## Om filmen
Filmen premiärvisades 2617 september 1928. Inspelningen skedde i Filmstaden i Råsunda med exteriörer från Stockholm av J. Julius. Filmen har som förlaga August Strindbergs pjäs Brott och brott från 1899, vilken uruppfördes på Dramatiska Teatern i Stockholm 1900. En tidigare inspelning av pjäsen gjordes i Tyskland 1919 med Ernst Lubitsch som regissör. En inspelning av en film med samma titel utfördes i regi av Arnold Sjöstrand 1948, se Synd. Dessa båda filmer har bara titeln gemensamt.

## Roller
- Lars Hanson - Maurice Gérard, författare till pjäsen "La femme passionée"
- Elissa Landi - Jeanne, hans hustru
- Anita Hugo - Marion, deras treåriga dotter
- Gina Manès - Henriette Mauclerc, aktris
- Hugo Björne - Adolphe, konstnär, Maurices vän
- Stina Berg - mor Cathérine, Cathérine Dupont, ägare till kaféet Maison Chatérine Dupont
- Erik "Bullen" Berglund - hovmästare på Restaurant Royal
- Emile Stiebel - direktören på Théâtre de Paris
- John Ekman - teaterregissören
- Georgina Barcklind - Henriettes påkläderska
- Birgit Tengroth - grannflickan
- Gustaf Salzenstein - hennes far
- Jenny Broberg - portvaktsfrun
- Carl Browallius - rannsakningsdomaren
- Albert Ståhl - domstolsvaktmästare